# Paizay-le-Sec
Paizay-le-Sec es una población y comuna francesa, situada en la región de Poitou-Charentes, departamento de Vienne, en el distrito de Montmorillon y cantón de Chauvigny.

## Demografía
| 660 | 581 | 482 | 380 | 367 | 371 |
| Para los censos de 1962 a 1999 la población legal corresponde a la población sin duplicidades (Fuente: INSEE [Consultar]) |     |     |     |     |     |